# Бруно Оя
Бруно Вернерович Оя (ест. Bruno Oja, Bruno O'Ya; 12 лютого 1933, Таллін — 9 жовтня 2002, Тарту) — радянський, естонський та польський кіноактор, співак, музикант, композитор та автор пісень.

## Біографія
Народився 12 лютого 1933 року в Таллінні. Навчався за класом фортепіано у естонського композитора Е. Каппа. Працював в естрадно-музичній групі в Тарту (1951), в танцювальному оркестрі Ризького будинку вчителя (1956—1964).
На початку кар'єри в 1959 році в Ризі виступав співаком на естраді, соліст-вокаліст біг-бенду під керуванням Івара Мазура, один із перших виконавців американських джазових стандартів у стилі свінг в СРСР. Грав на гітарі та контрабасі, складав пісні та інструментальні п'єси. З того ж року знявся у своїх перших фільмах. З кінця 1960-х жив і працював здебільшого у Польщі у місті Вроцлаві. 1991 року повернувся до Естонії, де й прожив залишок життя.
В Естонії безуспішно пробував свої сили як підприємець. Зрештою, він став педагогом в одному з культурних центрів Тарту. 1998 року переніс інсульт.
Помер 9 жовтня 2002 року у Тарту.

## Особисте життя
Був чотири рази одружений.

## Нагороди, премії та особисті звання
Лауреат Державної премії СРСР 1967 року за роль Бронюса у фільмі режисера Вітаутаса Жалакявічуса «Ніхто не хотів помирати».
Автор книги спогадів «Przepraszam, czy pan jest aktorem?», яка вийшла 1977 року польською мовою в одному з вроцлавських видавництв і 1978 року у Фінляндії фінською мовою «Anteeksi, oletteko näyttelijä?» («Пробачте, ви актор?») після прем'єри детективного фільму «Tuntematon ystävä», що став популярним («Невідомий друг», режисер Ларс Дж. Телестам), де він зіграв головну роль.
У 2000 році в Естонії вийшла книга Бруно Оя «Külalisena siin maailmas» («Гість у цьому світі»).

## Фільмографія
- 1963 — Шлях до причалу — Бруно
- 1963 — Генерали і маргаритки
- 1964 — Постріл в тумані
- 1965 — Часе, вперед!
- 1965 — Гіперболоїд інженера Гаріна
- 1965 — На одній планеті
- 1966 — Ніхто не хотів помирати
- 1967 — Операція «Трест» — Бірк
- 1967 — Весна на Одері
- 1969 — Червоний намет
- 1971 — Чорні сухарі
- 1971 — Танець метелика
- 1974 — Потоп
- 1977 — Солдати свободи
- 1978 — Кентаври